# Parkersburg, West Virginia
Parkersburg là một thành phố thuộc tiểu bang West Virginia, Hoa Kỳ. Thành phố có diện tích 31,6  km² trong đó có 1  km² là diện tích mặt nước, dân số là người. Đảo Blennerhassett là một địa điểm lịch sử ở thành phố này. Đây là thành phố lớn thứ ba ở tiểu bang Tây Virginia. Thành phố là thủ phủ của quận Wood.